# Стеван Стево Калуђерчић
Стеван Стево Калуђерчић (Сомбор, 5. септембар (24. август по старом календару) 1864 – Сарајево, 12. фебруар 1948) био је прозни писац, просветни, културни и политички радник у Сарајеву и Босни и Херцеговини с краја 19. и почетком 20. вијека. Познат је још и као један од оснивача „Босанске виле”.

## Биографија
Стеван Стево Калуђерчић рођен је у Сомбору, 1864. године као син јединац. Отац Светозар, сомборски обућар, и мајка Персида (рођена Милашиновић) умрли су убрзо након његовог рођења, тако да их Стево није ни запамтио. Његову старију сестру и њега прихватила је, одгојила и васпитала њихова маћеха. Није имао фамилије ни са очеве, ни са мајчине стране.
Основну школу и нижу гимназију (четири разреда) завршио је у родном мјесту, гдје је наставио школовање у Српској учитељској школи, једној од најпознатијих српских школа у Аусрто-Угарској монархији. Из ове школе потекли су и Јоаким Вујић, Јован Дучић, Исидора Секулић, др Паја Радосављевић, Никола Кашиковић те многи други. У трећем разреду 1881. године, са неколико својих колега, истомишљеника, незадовољних планом и програмом (који је био по мјерилима Пеште и Беча) организовао је ученички штрајк. Заједно са својим друговима као један од организатора штрајка био је удаљен из сомборске школе, па је школовање завршио у Сремским Карловцима у познатој Карловачкој препарандији. Завршни испит положио је у јуну 1883. године и одмах затим био примљен за учитеља Српске основне школе у Сарајеву, гдје је стигао почетком септембра исте године. Допутовао је као један од првих путника новосаграђене пруге Брод-Сарајево коју је аусто-угарска власт саградила одмах након окупације БиХ 1878. године. Дошавши у Сарајево смјестио се у близини старе православне цркве (у данашњој Бесариној чикми), гдје је била и Српска основна школа у којој је требало да ради.
Стевин долазак у Сарајево спада у период када је српско школство у Босни и Херцеговини преживљавало тешке тренутке. Нова власт је декретом укинула 1882. године једну Српску нижу гимназију у Сарјеву, јер је аусто-угарска власт покушала да спречи развој и манифестацију националне мисли код Срба. Код Хрвата је сличан притисак вршен на школе које су држали босански фрањевци, уз истовремено фаворизовање школа језуитског реда које је нови врхбосански бискуп Јосип Штадлер, оснивао и зидао широм Босне.
Године 1885. Стево се оженио са Миленом Бесаровић. У браку, у којем су живјели скоро 60 година, имали су једну кћерку и седам синова. Милена је умрла у току Другог свјетског рата у новембру 1943. године, а сахрањена је на старом српском православном гробљу 29. новембра 1943. на дан и за вријеме првог савезничког бомбардовања Сарајева. Стево и Милена су поред богате и бројне фамилије у Сарајеву живјели веома скромно од његове учитељске плате и дуги низ година били су присиљени, како би својој дјеци омогућили да се редовно школују, да држе пансион за другу дјецу која су у Сарајево долазила на школовање.
Двије године по доласку у Сарајево Стево је постављен за управитеља Српске основне школе у Сарајеву. Након неколико година успјешно организованог наставног процеса Српска црквена општина, у чијој организацији је радила и Српска основна школа у Сарајеву, понудила је 1893. године свом учитељу стипендију и једногодишње плаћено одсуство током којег треба у Загребу да положи испит за „учитеља грађанских школа”. Понуду је прихватио, школовање завршио за мање од годину дана, и у септембу 1894. године постављен је за наставника и на Вишој дјевојачкој школи у Сарајеву. По повратку из Загреба шеф за основну наставу у тадашњој Земаљској власти БиХ, два пута је Стеви понудио мјесто директора свих грађанских школа у Сарајеву или Пакрацу. То би значило добијање статуса „беамтера” (државног службеника), што му обезбјеђује обезбјеђену егзистенцију до краја живота, јер по аустро-угарским законима беамтер не може добити отказ, а гарантована му је и висока државна пензија. Стево одбија ову понуду.
Стево је постављен за управитеља Више дјевојачке школе која се налазила на простору данашњег Економског факултета у Сарајеву. Као педагог, ношен идејама Ђорђа Натошевића, Хаџи Стаке Скендерове и племените Мис Ибри, стално је наглашавао и подвалчио важност образовања жена - будућих мајки.
Од првог дана у Сарајеву Стево се активно укључивао у живот у новој средини. Брзо је прихватио обичај православних Срба у Босни. Био је толерантан, дружељубив, миран, сталожен и пријатан, те поштовао све обичаје пријатеља и комшија, без разлика на вјеру и социјално поријекло.

## Стево Калуђерчић и Босанска вила
Стево Калуђерчић је поред Николе Кашиковића првог и дугогодишњег главног и одговорног уредника, био један од оснивача и уредника „Босанске виле”, првог књижевног часописа у БиХ. Први број „Босанске виле” изашао је 15. децембра 1885. године са његовим графичким рјешењем насловне стране. Лист се одржао све до 1814. године када је забрањен. У редакцијском колегијуму, поред Кашиковића и Калуђерчића, били су и Јован Видић, Божидар Никашиковић, Никола Шумоња, Милица Тодоровић, Наталија Суботић, махом учитељи Српске основне школе. И поред скромног почетка, „Вила” се временом развила у значајан књижевни часопис са угледом и ван босанскохерцеговачког културног простора и тако постала стожер развоја културног живота у Босни и Херцеговини. У „Вили” су сарађивали, и у њој објављивали највећи писци и пјесници тог времена: Силвије Страхимир Крањчевић, Иво Андрић, Алекса Шантић, Петар Кочић, Тин Ујевић, Светозар и Владимир Ћоровић. Излажење „Босанске виле” је објављено у Сарајеву, послије забране 1914. године, након скоро 80 година у току посљедњег рата 1993. године са једним од Стевиних графичких рјешења насловне стране и нешто другачијим профилом. Лист излази у Сарајеву и данас.

## Литерарни рад
Стево Калуђерчић се опробао и у литерарном раду пишући краће приповијетке. „Босанска вила” му је у једном од првих бројева објавила приповијетку „Швабо” (у којој има доста аутобиографског), а након тога и низ других, као што су „Јока”, „Усидјелица” и друге. Приповијетке су му биле превођене и на њемачки језик. У свом литерарном раду био је под снажним утицајем српског реализма, посебно Лазе Лазаревића, а у животу узори су му били Филип Вишњић, Вук Стефановић Караџић и Петар Петровић Његош. Неке од својих приповједака био је принуђен објавити под псеудинимом Каменко Монашевић, јер је критикујући понашање тадашњих виђених људи сарајевског ташлихана дошао под њихов утицај. Тако је приповјетку „Невин страдао” с озбиљно социјалном тематиком био принуђен штампати у Новом Саду у часопису „Стражилово”, пошто је сарајевска „цензура” спријечила њено штампање.
За потребе наставе историје у српским основним школама у БиХ написао је „Историју српског народа”, која је штампана у Мостару почетком 20. вијека. Књига је била уџбеник тог предмета у основним и грађанским школама све до 1814. године. Објавио је и монографију „Национална улога српских школа у БиХ”. Бавио се и превођењем, највише са њемачког словеначког, сматрајући да преводима са словеначког треба да допринесе зближавању народа словенског југа. Омиљени словеначки писац био му је Јанко Керсик. У „Просвјети”, сарајевском и босанскохерцеговачком српском културно просвјетном друштву, Стево је био активан члан читав низ година. Рецензет је просвјетиног буквара, редактор алманаха „Нови Требевић”, члан управног Просвјетиног Савјета, ораганизатор многих школских анкета.

## Остали рад
Учитељ Калуђерчић активно учествује у доношењу Мировинске уредбе за учитеље, дисциплинарних правила, школских уредби, уредбе о платама учитеља, наставних планова у школама. Са својим колегом учитељем Костом Травњем, био је хоровођа и члан црвеног хора у Старој српској православној цркви у Сарајеву. Иницијатор је оснивања Музеја Старе српске православне цркве у Сарајеву и организатор прве поставке икона. Од оснивања српског учитељког удружењау БиХ 1905. године па све до његовог укидања 1920. године био је непрекидно биран од својих колега за његовог пресједника. Био је члан одбора листа „Српска школа” (1907-1911) заједно са Николом Ношинићем, Милошем Попаром и Ристом Шуњићем.
У политичком животу БиХ заузимао је од 1910. до 1913. године положај народног посланика у босанскохерцеговачком сабору. Стево је важност придавао и физичком одгоју омладине. Одмах по осниваљу сарајевског соколског друштва „Душан Силни”, које је формирао сарајевски љекар др Милан Јојкић постао је, његов члан-вјежбач, а убрзо затим и предводник.
На положају управитеља српских школа Стево Калуђерчић је остао све до 1914. године када су, након атентата у Сарајеву све српске школе и већина станова угледних сарајевских Срба били демолирани, а школе затворене и забрањене. Земаљска влада БиХ је, 30. јануара 1916. године својим актом забранила Стеви Калуђерчићу сваки даљи рад у просвјети, јер је установила да су „мишљење и рад Стеве Калуђерчића, управитеља српско-православих школа у Сарајеву, у опреци са интересима државе”. Истим актом је и пензионисан, а одређена му је „привремена пензија као припомоћ”. У Краљевини Срба, Хрвата и Словенаца, која је формирана 1918. године, био је само накратко реактивиран као шеф инвалидског одјељења, да би већ 1925. године отишао коначно у заслужену пензију.
Једна група Стевиних ученика, поштовалаца и колега организовала је 1933. године прославу 50 година његовог рада када је штампана и „Споменица” са прилозима Јоке Вуковића, Јованке Шиљак, Владимира Скарића, Јована Кршића, др Војислава Бесаровића, Босиљке Швракић и других људи од пера тога времена. Породица Стеве Калуђерчића је тада у Сарајеву била бројна, позната и призната. Након ове прославе Стево се потпуно повукао из јавног живота.
Почетак Другог свјетског рата на овим просторима и њемачки напад на Југославију 6. априла 1941. године затекао га је у његовој кући у Пазарићу. Други свјетски рат Стево је преживио у Пазарићу и Сарајеву, са својим сином љекаром Сретеном, који је једини остао у граду. Преминуо је и сахрањен на старом православног гробљу у Сарајеву 12. фебруара 1948. године. Сарајевско „Ослобођење” је тада одбило да штампа „In memoriam” који је поводом његове смрти написао његов мађи колега, пензионисани учитељ Стево Правица.

## Лоза Стеве Калуђерчића
Најстарија кћерка Радмила (удата Краљевић), завршила је конзерваторијум (одсјек клавира) у Загребу, и била први женски музички педагог у Сарајеву. Имала је троје дјеце и једног унука. Умрла је од сепсе, због недостатка лијекова, у Сарајеву гдје је и сахрањена крајем Другог свјетског рата.
Син Радован се након завршеног школовања настанио у Београду гдје је провео свој радни и животни вијек као професор „Привредне математике” на Трговачкој академији (данашња Средња економска школа у београдској Цетињској улици). Није имао дјеце. Умро је и кремиран осамдесетих година у Београду.
Син Славко након завршетка студија филозофије, Одсјека за географију и историју, био је професор у сарајевској гимназији између два свјетска рата. Једно вријеме био је и директор Препарандије (Учитељске школе) у Сарајеву. Умро је у Сарајеву релативно млад, након повратка из интернације 1949. године, гдје је и сахрањен. Није имао потомака.
Син Бранко је студирао и докторирао право у Бечу 29. јуна 1914. године, само један дан послије сарајевског атентата што указује на чињеницу да је Аустро-Угарска, и поред свега што јој се приписује, била правна држава. Србин из Сарајева, дан послије атентата на аустроугарског престолонаслиједника у Сарајеву, не бива шиканиран и прогањан него промовисан у доктора права на Универзитету у Бечу. Између два рата Бранко се бавио политиком и адвокатуром, биран је у неколико наврата за народног посланика у тадашњој Скупштини Краљевине СХС и Југославије, а у периоду од 1935. до 1937. године био је и југословенски министар ПТТ-а у влади доктора Милана Стојадиновића. Од пресједника Републике Француске одликова је на том положају највишим француским одликовањем - Легијом части због реализације подморског телефонског кабла на релацији Бока которска (Игало) - Марсељ. након хапшења 1941. године успио је у септембу исте године побјећи из сарајевске затворске болнице уз помоћ пријатеља љекара и склонити се у Србију. Послије Другог свјетског рата, након поврата из избјеглиштва, неколико година као „ненародни елементи остатак декадентног буржоаског друштва”, није имао бирачко право, па ни право на запослење. Од 1950. године поново се активирао у друштвеној служби. Умро је у дубокој старости и сахрањен у Сарајеву 1983. године. Има два сина, три унука, једну унуку и једног праунукa.
Син Милан је завршио Војну академију у Бечу и Генералштабну школу у Београду. Између два свјетска рата био је војни аташе Краљевине Југославије у Паризу и Варшави. Почетак Другог свјетског рата га је затекао у Варшави. По повратку у земљу, због изузетно часног и храброг држања у ропству, добио је Партизанску споменицу 1941. Милан је умро у Пули гдје се одселио након пензионисања средином осамдесетих година. Имао је два сина, два унука, двије унуке и четири прaунуке.
Син Веселин завршио је трговачку академију и радио је до 1941. године углавном по рудницима БиХ, као шеф рачуноводства. Није се вратио у Босну из избјеглиштва 1945. године. У Београду је и умро 1978. године. Имао је сина и кћерку, двоје унучади и троје праунучади.
Син Сретен завршио је медицински факултет у Грацу. радио је као љекар у Сарајеву у болници и Амбуланти окружног уреда све до 1945. године када је мобилисан. До краја каријере остао је у ЈНА у Мостару, Требињу, Подгорици и Сарајеву. Умро је у Сарајеву 1971. године. Није имао потомака.
Најмлађи сим Светозар дипломирао је право у Загребу. По повратку из избјеглиштва из Србије 1945. године, након краћих боравака по провинцији, радни и животни вијек је провео у Сарајеву као судија Врхунског суда БиХ. Умро је и сахрањен у Сарајеву 1990. године непосредно пред посљедни рат. Имао је једног сина, једну унуку и два праунука.
Стевин чукун-унук, Бранков праунук, Павлов унук и Борисов син Филип, рођен у Лондону 1998. године као „her majesty's subject”, за сада је једини који наставља лозу Стеве Калуђерчића.